# Estoril Open 1989
L'Estoril Open 1989  è stato un torneo di tennis giocato sulla terra rossa. È stata la 1ª edizione del torneo, che fa parte della categoria Tier V nell'ambito del WTA Tour 1989. Si è giocato all'Estoril Court Central di Estoril in Portogallo, dal 17 al 23 luglio 1989.

## Campionesse

### Singolare
Isabel Cueto ha battuto in finale  Sandra Cecchini con il punteggio di 7–6, 6–2

### Doppio
Iva Budařová /  Regina Rajchrtová hanno battuto in finale  Gabriela Castro /  Conchita Martínez con il punteggio di 6–2, 6–4